# Itabaianinha
Itabaianinha es un municipio brasileño del estado de Sergipe. Su población estimada en 2016 era de 41.686 habitantes. 